# Rozrazil jarní
Rozrazil jarní (Veronica verna) je nízká, tmavomodře kvetoucí rostlinka sušších strání, jeden z četných, v Česku rostoucích druhů širokého rodu rozrazil.

## Výskyt
Je bylinou často se vyskytující hlavně ve střední a východní Evropě (ostrůvkovitě roste i v Anglií a Finsku), v Malé a Střední Asií, na Kavkaze, severozápadě indického subkontinentu a také západě Sibiře a severu Afriky. Byl druhotně rozšířen i do Severní Ameriky.
V České republice roste na teplejších stanovištích, především v nížinách a středních polohách v písčitých půdách. Je k vidění především na suchých a osluněných místech s nehlubokou, na humus chudou půdou. Nejčastěji to jsou nevápnité, travnaté i skalnaté stráně, pastviny, úhory i řídce porostlé louky; vybírá si drny nebo křovinami nezarostlá místa na kterých pak vyrůstají mnozí jedinci pospolitě. Podle "Florabase.cz" se rozrazil jarní v ČR vyskytuje: .

## Popis
Poměrně drobné, jednoleté rostliny přežívají zimní období v semenech která brzy z jara vyklíčí a vyrostou z nich méně než 20 cm vysoké, přímé lodyhy. Ty bývají nerozvětvené nebo se již od spodu větví do dvou až tří přímých, jen v dolní části obloukovitě vystoupavých větví. U báze jsou krátce chlupaté a výše porostlé dlouhými, žláznatými chlupy. Spodní listy mají krátké řapíky a jsou po obvodu celistvé nebo jen tupě pilovité, horní jsou přisedlé a peřenodílné až peřenosečné, všechny jsou oboustranně chlupaté.
Čtyřčetné, oboupohlavné, drobné, fialové květy o průměru asi 3 mm vyrůstají z paždí listenů na stopkách 1 až 2 mm dlouhých které zůstávají i při zrání plodu přímé a neprodlužují se. Vytvářejí několikakvětý hrozen které je celý řídce chlupatý.
Kalich je tvořen u báze krátce srostlými, nestejně dlouhými cípy. Korunní lístky jsou světle modré a kratší než kališní. Dvě tyčinky, podstatně kratší než koruna, nesou prašníky světlé šedé barvy. Čnělka je vytrvalá, přímá a není delší než 0,6 mm, je zakončená polokulovitou bliznou bělavé barvy.
Tobolky jsou v obrysu srdčité, výrazně zploštělé a širší než delší (široké do 4 mm a dlouhé do 3 mm). Na vrcholu mají pravidelný srdčitý zářez, vytrvalá čnělka tento zářez nepřečnívá, po okraji jsou tobolky chlupaté. Obsahují plochá, široce vejčitá semena asi 1 mm dlouhá.

## Možnost záměny
Nejblíže podobný je rozrazil Dilleniův který je jen o málo větší, má více chlupaté květenství a jeho prašníky a blizny jsou modré, čnělku má delší a ta přesahuje zářez tobolky.

## Ohrožení
Rozrazil jarní je hodnocen jako vzácnější druh vyžadující si další pozornost (C4a).